# تحلیل سازمانی
تحلیل سازمانی (انگلیسی: Organizational analysis) فرایندی است که در آن سیستم، ظرفیت و عملکرد یک سازمان بررسی می‌شود، تا بتوان کارایی، عملکرد و خروجی آن را افزایش داد.